# Coprophanaeus cyanescens
Coprophanaeus cyanescens là một loài bọ cánh cứng trong họ Bọ hung (Scarabaeidae).